# Премия Европейской киноакадемии 2011
European Film Awards 2011 — 24-я церемония вручения премии Европейской киноакадемии, которая прошла 3 декабря 2011 года в Берлине. Победителей выбирало более 2500 членов академии.
Лучшим европейским фильмом была признана лента Ларса фон Триера «Меланхолия». Этот фильм взял не только главный приз, но и две дополнительных премии («Лучшая работа художника» и «Лучший оператор»). Также три премии получил фильм «Король говорит!».

## Победители
- Лучший фильм —     «Меланхолия» (реж. Ларс фон Триер)
- Лучший режиссёр —  Сюзанна Бир («Месть»)
- Лучшая актриса —  Тильда Суинтон («Что-то не так с Кевином»)
- Лучший актёр —  Колин Ферт («Король говорит!»)
- Лучшие сценаристы —  Жан-Пьер Дарденн, Люк Дарденн («Парень с велосипедом»)
- Лучший оператор —  Мануэль Альберто Кларо («Меланхолия»)
- Лучший монтаж —  Тарик Анвар («Король говорит!»)
- Лучшая работа художника —  Йетте Леманн («Меланхолия»)
- Лучший композитор —  Людовик Бурсе («Артист»)
- Лучший документальный фильм —  «Пина: Танец страсти в 3D» (реж. Вим Вендерс)
- Лучший анимационный фильм —   «Чико и Рита» (реж. Тоно Эррандо, Хавьер Марискаль, Фернандо Труэба)
- Приз ФИПРЕССИ —   «Дыхание» (реж. Ханс Ван Нуффель)
- Лучший короткометражный фильм —  «Целое семейство» (реж. Терри Гиллиам)
- Лучший исполнительный продюсер —  Мариэла Безуевски
- Приз за выдающиеся достижения в мировом кино —  Мадс Миккельсен
- Приз за достижения всей жизни —  Стивен Фрирз
- Европейское открытие года —  Ханс Ван Нуффель («Дыхание»)
- Почётная награда —  Мишель Пикколи
- Приз зрительских симпатий за лучший фильм —  «Король говорит!»